# Xantholobus intermedia
Xantholobus intermedia är en insektsart som beskrevs av Emmons. Xantholobus intermedia ingår i släktet Xantholobus och familjen hornstritar. Inga underarter finns listade i Catalogue of Life.